# Isakas Anolikas
Isakas Anolikas (ur. 1903 w Szawlach, zm. 1943 w Kownie) – litewski kolarz żydowskiego pochodzenia, dwukrotny olimpijczyk.

## Życiorys

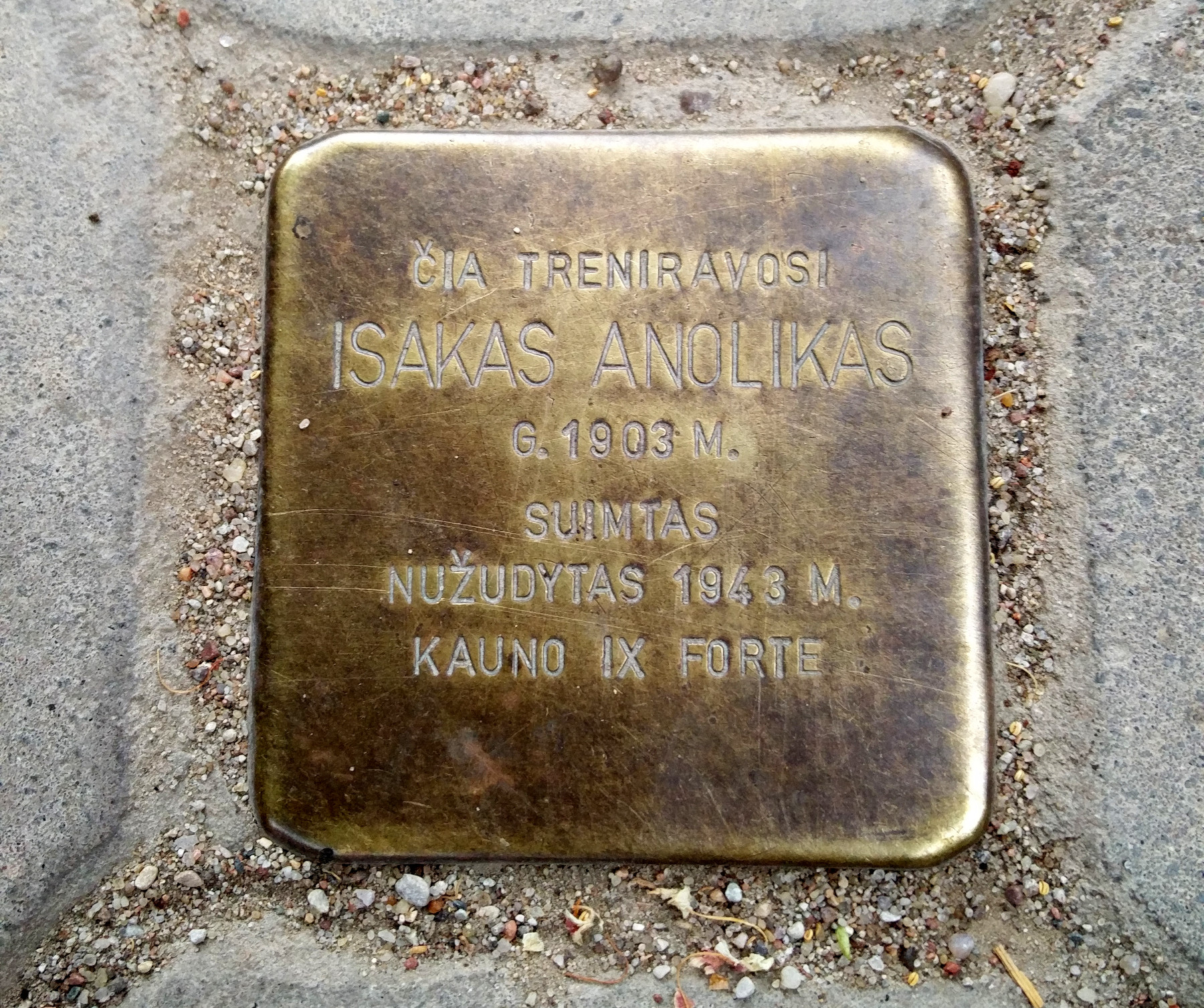
Tablica pamiątkowa w Kownie, poświęcona pamięci Isakasa Anolikasa

W latach 1920–1940 był członkiem klubu Makabi Kowno. Zdobył w tym czasie przynajmniej pięć medali mistrzostw kraju w kolarstwie szosowym (trzy złote, jeden srebrny i jeden brązowy). W 1925 roku został mistrzem kraju w wyścigu na 10 km i wicemistrzem w drużynowej jeździe na dystansie 70 km. Rok później zwyciężył w obu wspomnianych konkurencjach. W 1928 roku zajął trzecie miejsce w jeździe indywidualnej na dystansie 160 km.
Dwukrotny uczestnik igrzysk olimpijskich (IO 1924, IO 1928). W Paryżu, gdzie Litwini debiutowali na igrzyskach, wystartował w jeździe indywidualnej na czas, której nie ukończył z powodu przebitych opon. Po przyjeździe do Francji okazało się, że jego rower nie nadaje się do jazdy – za wszystkie posiadane fundusze kupił nowy pojazd. Po zawodach wrócił na Litwę pociągiem, a pieniądze na bilet litewscy kolarze uzyskali od ambasady litewskiej we Francji (pierwotnie planowali wrócić do kraju na rowerze). Cztery lata później wystąpił w Amsterdamie w indywidualnej i drużynowej jeździe na czas, w których również został niesklasyfikowany.
Był ofiarą holokaustu na Litwie. W 1941 roku został uwięziony w kowieńskim getcie – zginął w 1943 roku w Forcie IX Twierdzy Kowno. W Kownie istnieje tablica pamiątkowa poświęcona pamięci Anolikasa – znajduje się ona w okolicach, w których często trenował.